# Ensemble Vocapella Limburg

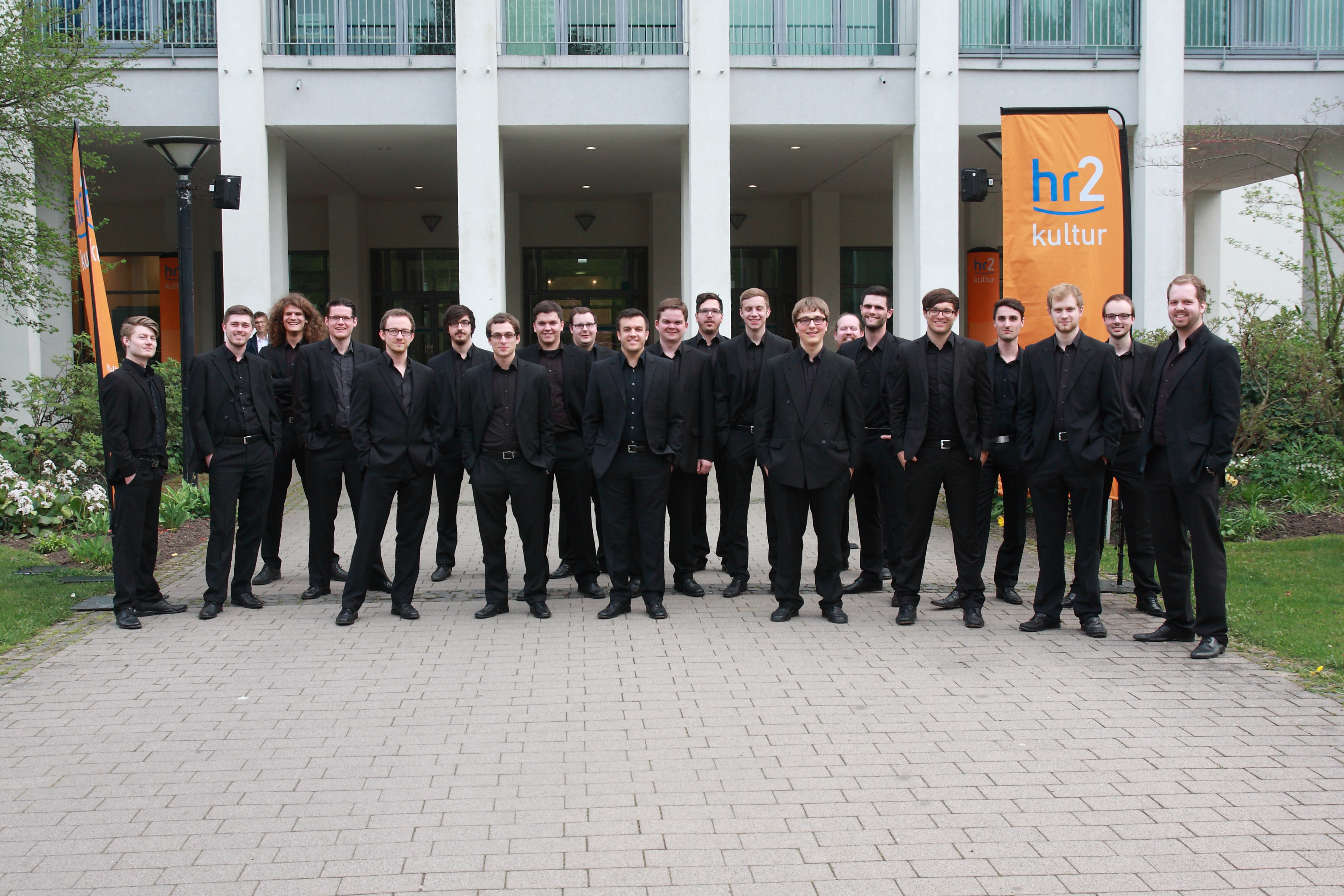
Das Ensemble Vocapella Limburg vor dem Preisträgerkonzert des Hessischen Chorwettbewerbs im Sendesaal des Hessischen Rundfunks in Frankfurt.

Das Ensemble Vocapella Limburg ist der zweitjüngste Männerkammerchor ehemaliger Limburger Domsingknaben und besteht aus jungen Männern aus der Region Limburg, die ihre gemeinsamen musikalischen Wurzeln bei den Limburger Domsingknaben haben und sich unter der Leitung von Tristan Meister dem anspruchsvollen Männerchorgesang widmen.
Zu ersten Proben fanden sich die Mitglieder im Jahr 2007 zusammen. Ein Jahr später folgten der offizielle Vereinsname und erste öffentliche Auftritte, die zunächst schwerpunktmäßig in der Heimatregion des Ensembles stattfanden. Mittlerweile hat sich der Chor einen ausgezeichneten Ruf erarbeitet und wird regelmäßig zu Konzert- und Gottesdienstgestaltungen im In- und Ausland eingeladen. Konzertreisen führten die Sänger bereits nach Japan, Brasilien, Argentinien, Paraguay, Ungarn, Belgien und durch ganz Deutschland.
2012 fand die Produktion und Veröffentlichung der ersten CD mit romantischer Männerchorliteratur unter dem Titel „In der Ferne“ statt. Ausschnitte der CD wurden bei Radiosendungen bereits im NDR, SR, WDR und HR gespielt und besprochen.
Im März 2013 nahmen die Sänger am 14. Internationalen Chorwettbewerb in Budapest teil, bei dem sie Kategoriesieger mit einem 1. Preis und Golddiplom wurden. Im November 2013 gewann der Chor mit hervorragendem Erfolg den Hessischen Chorwettbewerb mit der höchsten Gesamtpunktzahl, die im Rahmen des Wettbewerbs verliehen wurde. Beim 9. Deutschen Chorwettbewerb in Weimar wurde das Ensemble Vocapella Limburg im Mai 2014 erneut Kategoriesieger und 1. Preisträger. Zusätzlich hat der Chor einen Sonderpreis für die hervorragende Interpretation eines zeitgenössischen Werkes sowie eine CD-Produktion beim Label Rondeau Production gewonnen.
Das Repertoire des jungen Männervokalensembles umfasst geistliche und weltliche Männerchorliteratur nahezu aller Epochen. Es erstreckt sich von Werken der Renaissance von Haßler oder Palestrina über romantische Kompositionen von Schubert, Schumann und Mendelssohn bis hin zu zeitgenössischen Werken und Arrangements, wobei auch das traditionelle Volkslied einen hohen Stellenwert im Programm des Chores einnimmt.
Ensemble Vocapella Limburg ist nach collegium vocale limburg, Ensemble Rossignol, Cantabile Limburg und Camerata Musica Limburg das fünfte Ensemble, das die Tradition der Männerkammerchöre ehemaliger Limburger Domsingknaben fortführt.

## Diskografie
- In der Ferne – Männerchöre der Romantik (2012)
- Vom Werden und Vergehen (2016) (Rondeau Production, ROP6102)
- Max Reger – Das Werk für Männerchor Vol. 1 (2016) (Rondeau Production, ROP6126)
- Max Reger – Das Werk für Männerchor Vol. 2 (2017) (Rondeau Production, ROP6127)